# William Burns (Lacrossespieler)
William Lawrie „Billy“ Burns (* 24. März 1875 in East Oxford; † 6. Oktober 1953 in Winnipeg) war ein kanadischer Lacrossespieler.

## Erfolge
William Burns war Mitglied der Winnipeg Shamrocks, mit denen er bei den Olympischen Spielen 1904 in St. Louis im ersten Lacrossewettbewerb der Olympischen Spiele antrat. Neben ihm gehörten außerdem George Cattanach, William Brennaugh, Hilliard Lyle, Benjamin Jamieson, George Cloutier, Élie Blanchard, Jack Flett, Stuart Laidlaw, George Bretz, Lawrence Pentland und Sandy Cowan zur Mannschaft. Burns spielte dabei auf der Position eines Angreifers.
Neben den Winnipeg Shamrocks nahmen lediglich noch eine Mannschaft der Mohawk Indians of Canada und die Gastgeber aus St. Louis teil, die St. Louis Amateur Athletic Association. St. Louis bestritt seine erste Partie gegen die indianische Mannschaft und besiegte diese, womit sie ins Endspiel gegen die Winnipeg Shamrocks einzog. Mit 8:2 setzten sich die Shamrocks deutlich gegen St. Louis durch und Burns erhielt wie seine Mannschaftskameraden als Olympiasieger die Goldmedaille.
Burns war außerdem auf regionaler Ebene ein erfolgreicher Leichtathlet. Wie sein Teamkollege Benjamin Jamieson arbeitete er bei der Canadian Pacific Railway. Dort stieg er zum Schaffner auf und blieb 43 Jahre beim Unternehmen, ehe er 1941 in den Ruhestand ging.